# Солея
Солея́ (из греч. σόλιον = лат. solea, от solum — ровное место, основание; пол) — возвышение пола перед алтарной преградой или иконостасом в христианском храме. Кроме того, сам алтарь находится на возвышении, и таким образом солея является как бы продолжением алтаря наружу. Со стороны средней части храма солея обычно ограждена невысокой решёткой. Перед царскими вратами она полукругом выдается вперед. В Русской и Украинской православной церкви эта часть солеи называется амвоном. На концах солеи располагаются клиросы.
Солея служит как бы просцениумом для богослужения. Во время богослужебных входов по солее торжественно шествуют пономари со свечами и служащее духовенство.